# 12374 Rakhat
12374 Rakhat là một tiểu hành tinh vành đai chính được phát hiện bởi Charles de Saint-Aignan ở Đài thiên văn Lowell, examining films taken ở Palomar.